# الرياضيات في عصر الحضارة الإسلامية

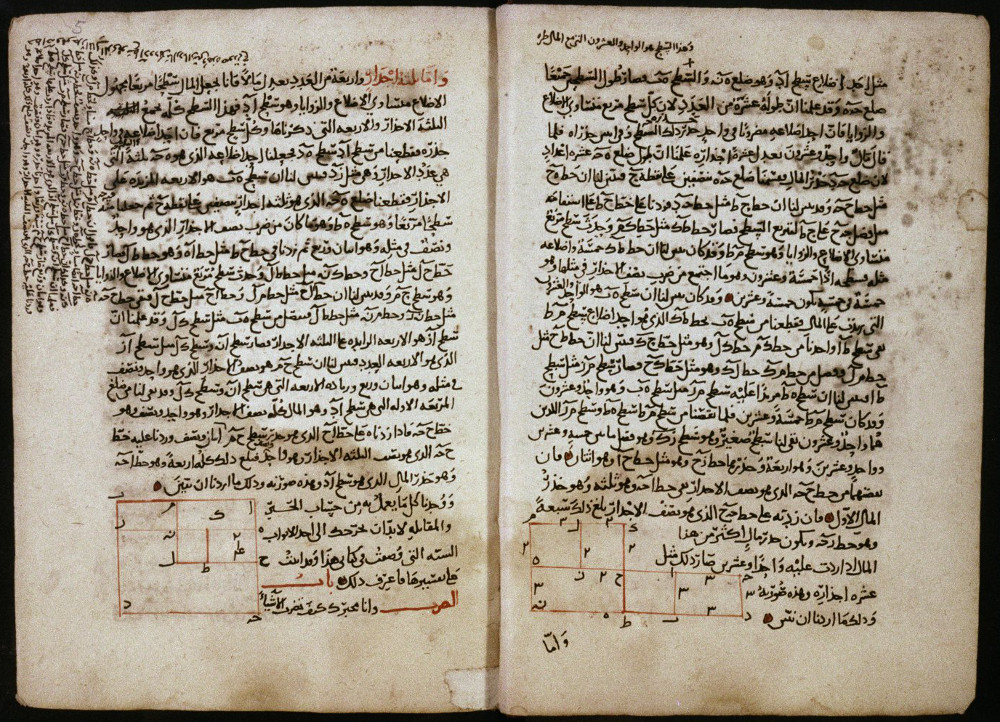
مخطوطة من كتاب "الجبر والمقابلة" للخوارزمي تعود إلى القرن الرابع عشر.

كان لعلماء المسلمين في عصر الحضارة الإسلامية فضل كبير في تقدم علم الرياضيات، فقد أثروه وابتكروا فيه وأضافوا إليه وطوّروه، استفاد العالم أجمع من الإرث الذي تركوه. في البداية، جمع العلماء المسلمون نتاج علماء الأمم السابقة في حقل الرياضيات، ثم ترجموه، ومنه انطلقوا في الاكتشاف والابتكار والإبداع، ويُعد المسلمون أول من اشتغل في علم الجبر وأول من كتب فيه الخوارزمي، وهم الذين أطلقوا عليه اسم «الجبر»، ونتيجة الاهتمام الذي أولوه إليه، فقد كانوا أول من ألَّف فيه بطريقة علمية منظمة. كما توسعوا في حساب المثلثات وبحوث النسبة التي قسموها إلى ثلاثة أقسام: عددية وهندسية وتأليفية، وحلّوا بعض المعادلات الخطية بطريقة حساب الخطأين، والمعادلات التربيعية، وأحلّوا الجيوب محل الأوتار، وجاءوا بنظريات أساسية جديدة لحل مثلثات الأضلاع، وربطوا علم الجبر بالأشكال الهندسية، وإليهم يرجع الفضل في وضع علم المثلثات بشكل علمي منظم مستقل عن علم الفلك، ما دفع الكثيرين إلى اعتباره علماً عربياً خالصاً.
أما بالنسبة للأرقام العربية فقد قامت على النظام العشري الذي طوره المسلمون عن الهنود واستخدموه في حساباتهم ومعاملاتهم مبكراً، وباستخدام الأرقام والصفر صار حل المسائل الحسابية وتدوين الكسور العشرية والعادية وبناء المعادلات الرياضية من مختلف الدرجات سهلاً. ومن ناحية أخرى، توصّل الرياضيون المسلمون إلى طرائق ميسّرة لإجراء شتى العمليات الحسابية، فاستخدموا في القسمة والضرب طرائق عدة يكاد بعضها يطابق ما هو مستخدم اليوم. وعلى صعيد المتتاليات الحسابية والهندسية بأنواعها فقد عرفها العلماء المسلمون، فذكروا قوانين خاصة لجمعها، وبنوا قواعد لاستخراج الجذور ولجمع المربعات المتوالية والمكعبات، وبرهنوا على صحتها.

## الأعداد وعلم الحساب

قامت الأرقام العربية على مبدأ الزوايا؛ ففي العدد 1 زاوية واحدة، وفي العدد 2 زاويتان، وفي العدد 3 ثلاث زوايا، وهكذا.

الرياضيات ضرورية في العمل والاستخدام اليومي، وجوهرية بوجه خاص في أنظمة العد. الكل يعرف اليوم نظام عد واحداً، هو ذاك الذي يبدأ بالصفر ويستمر إلى البلايين والترليونات، أما البلدان الإسلامية فقد كانت تستخدم في القرن العاشر ثلاثة أنماط من الحساب هي: النظام الأصبعي، والنظام الستيني، والنظام العشري، وعند نهاية القرن كان مؤلفون مثل عبد القاهر البغدادي يكتبون نصوصاً في مقارنة هذه الأنماط. جاء النظام الأصبعي من استخدام أعداد مكتوبة كلها بالكلمات وكان إحصاؤها على الأصابع شائعاً في مجتمع الأعمال، وكتب علماء الرياضيات من أمثال أبي الوفاء البوزجاني في بغداد في القرن العاشر مقالات استعملوا فيها هذا النظام. كان أبو الوفاء خبيراً في الأعداد العربية ولكنه قال: «...إنها لم تطبق في دوائر الأعمال ولا عند سكان الخلافة الشرقية مدة طويلة من الزمن». أما النظام الستيني فكان يستخدم أعداداً يدل عليها بالأبجدية العربية، وجاءت أساساً من البابليين، واستخدمها علماء الرياضيات العرب في العمل الفلكي. وتطور حساب الأعداد العربية مع ظهور النظام العشري؛ إذ وائم المسلمون الأرقام الهندية من 1 إلى 9، وطوروها إلى الأرقام الحديثة التي تُستخدم اليوم في الغرب، وهي تتميز بأنها بُنيت على عدد الزوايا التي يحملها كل رقم، ولكن الرقم سبعة 7 يخالف القاعدة لأن الشارحة التي تقطع الخط العمودي من الوسط يرجع تطورها إلى القرن التاسع عشر. ولقد أصبحت تستخدم هذه الأعداد اليوم في أوروبا وشمال أفريقيا تمييزاً لها عن الأعداد الهندية التي ما زالت تستخدم في بعض البلدان الشرقية من العالم الإسلامي. في العدد 1 مثلاً زاوية واحدة، وفي العدد 2 زاويتان، وفي العدد 3 ثلاث زوايا، وبوصول هذه الأعداد إلى أوروبا انتهت المشكلات التي كانت تواجهها الأعداد اللاتينية المستخدمة حينذاك. وكان يشار إلى الأعداد العربية بالأعداد الغبارية (ghubari) لأن المسلمين كانوا يستخدمون الألواح الغبارية في حسابهم بدلاً من المعداد.
تعود الأعمال الأولى التي كُتبت بالعربية في علم الحساب إلى محمد بن موسى الخوارزمي في القرن التاسع للميلاد، وهي عبارة عن رسالتين صغيرتين: الرسالة الأولى لم تصل إلينا إلا عبر ترجمتها اللاتينية، أما الثانية وعنوانها «الجمع والتفريق» فمشار إليها في المراجع العربية، وقد ورد ذكرها في أحد الأعمال العربية في الحساب. وأولى الكتابات العربية في علم الحساب والتي وصلتنا سليمة هي من أعمال أحمد بن إبراهيم الإقليدسي من القرن العاشر للميلاد. في هذا العمل يناقش المؤلف نظاماً هندياً للحسابات، كما يرجع إلى نظامين آخرين: النظام الأصبعي والنظام الستيني. إن هذه النظم الثلاثة، إضافة إلى عِلم الحساب اليوناني - الذي يحتوي في الواقع بدايات نظرية الأعداد - شكّلت العناصر الأساسية لعِلم الحساب، وأفسحت المجال لامتزاجات وتطورات لاحقة.

### النظام الأصبعي
يُسمى هذا النظام في الأعمال العربية حساب «الروم» (أي البيزنطيين) والعرب، ونجهل تاريخ دخوله إلى العالم الإسلامي وكيفية ذلك، لكنْ بالإمكان الافتراض أن التجار والباعة العرب، حتى قبل الإسلام، قد تعلموا من جيرانهم العدّ بواسطة الأصابع، ونجد في بعض الأحاديث النبوية الشريفة ما يشير إلى استخدام الرموز الأصبعية للإشارة إلى الأعداد مما ميّز هذا النظام. والاحتساب في هذا النظام كان يجري ذهنياً، لكن ذلك يستدعي حِفظ بعض النتائج الوسيطة، وهذا ما كان يقوم به المحتسب بواسطة طي أصابع يديه في وضعيات مختلفة تسمح بتمثيل الأعداد من 1 إلى 9999، وهذه الوضعيات المختلفة موجودة في «حساب» الإقليدسي. تسمى هذه الوضعيات «العقود» (نسبة إلى عقد الأصبع)، وامتداداً، سُمِّي هذا النظام «حساب العقود».
ويعود العمل الأقدم الذي نعرفه حول نظام الجُمَّل لأبي الوفاء البوزجاني (القرن العاشر). وبعده بقليل نجده عند الكرجي في «الكافي في الحساب». وليس هناك من عمل جدي آخر تناول هذا النظام الذي بدأ استعماله يتضاءل مع التوسع في استخدام النظام الهندي، بحيث لم يبق منه سوى وسائل عملية في القسمة والضرب إضافة إلى مفهوم عربي في الكسور.

### النظام الستيني
يشار إلى هذا النظام في الأعمال العربية على أنه النظام الحسابي لعلماء الفلك، الذي يحوي القِسم الأكبر من العمليات الحسابية في النظام الستيني. وهذا النظام ينحدر من قدماء البابليين، وقد وصل إلى العالم الإسلامي عبر أقنية سريانية وفارسية. وليس لدينا أعمال سابقة مكرسة لهذا النظام، لكننا نجده حاضراً في كل الأعمال الحسابية ممزوجاً مع أحد، أو مع كلا النظامين، العشري أو الأصبعي، أما في الأعمال اللاحقة فلا يوجد إلا في مظهره الحسابي البحت ومن دون ما يشير إلى تطوراته العربية. ويعتبره الاختصاصيون حالياً أكثر ملاءمة من النظام العشري فيما يتعلق بالحسابات الفلكية في العصور الوسطى، ولكنه الآن أضحى خارج التداول عامة إلا فيما خص أجزاء الساعة أو درجات الزوايا.

### النظام العشري

استخدم المسلمون النظام العشري المكون من عشرة أرقام أساسية.

يدين المسلمون لنظام الحساب الهندي بالكثير فيما يخص التمثيل الكتابي العادي للأعداد، ويبدو أنه سابقٌ للقرن التاسع وهو القرن الذي كتب فيه الخوارزمي؛ ففي القرن السابع للميلاد، وفي دير كِنشر على الفرات، عاش أسقف عالم اسمه «سفيروس سبوخت»، وقد كتب هذا الأسقف في مواضيع عدة، وفي بعض المقاطع من كتاباته التي وصلتنا والمؤرخة في العام 662م، يُعبِّر عن إعجابه بالهندوس مقارنة مع الإغريق على الشكل التالي:
يتميز هذا النظام بقدرته على تمثيل أي عدد، مهما كان كبيراً بواسطة أرقام تسعة إضافة إلى الصفر، في السُلم العشري الذي كان يُستخدم في الحياة اليومية. ويتم هذا التمثيل بفضل الفكرة التي نسبت قيمة لكل منزلة من منازل الرقم: فالرقم 1 يساوي الواحد عند وضعه في منزلة الآحاد، ويساوي عشرة عند وجوده في منزلة العشرات، ومائة عند وضعه في منزلة المئات... وهكذا دواليك. سمح هذا النظام بالقيام بالحسابات بشكل أسهل، وكان اليونانيون قد طوروا علم الهندسة بشكل يثير الإعجاب، إلا أن الرياضيات كانت بحاجة إلى أدوات جديدة من أجل دفعها إلى الأمام: إلى الجبر وإلى وسائل احتساب متطورة، وهنا كان إسهام المسلمين بفضل إدخال الحساب الهندي.

### تطوير علم الحساب

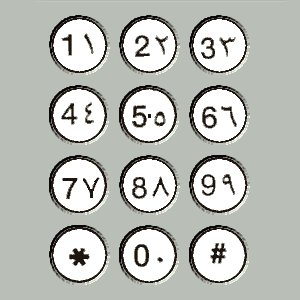
لوحة هاتف تُظهر الأرقام الهندية-العربية التي كانت تُستخدم في البلاد الإسلامية الشرقية، والأرقام العربية التي كانت تستخدم في البلاد الإسلامية الغربية، ومنها انتقلت إلى أوروبا.

إن أول الإنجازات الإسلامية تتمثل في تطوير النظام الحسابي العشري، ويُشير مؤلَّف الإقليدسي جزئياً إلى أولى المحاولات التي بُذلت في هذا المجال: استبدال اللوحة الحسابية (الغبارية) بالورق والحبر مما يسمح بحفظ مختلف مراحل العملية الحسابية وذلك للتمكن من مراجعتها. وقد يبدو لنا هذا التطور سهلاً، ولكنه لم يكن كذلك في الواقع؛ فقد لعب البطء في الاتصالات بين البشر كما لعبت العقليات المحافظة لدى من تأصَّل لديهم استخدام لوحات الغبار، دوراً أساسياً في تأخير هذا التبدل أجيالاً بأكملها. ولقد بدأ هذا التبدل، حسب الإقليدسي، في دمشق في القرن العاشر، من دون أن يكون معروفاً في بغداد. وفي القرن الثالث عشر نجد تلميحات إلى استعمال اللوحة الغبارية في كتابات ابن البناء المراكشي (1256-1321م). وبابتعاد قليل شرقاً، إلى مراغة نجد الرياضي نصير الدين الطوسي المتوفى عام 1274م، يُكرِّس مؤلفاً بأكمله حول استعمال اللوحات الغبارية. ومن قبله بنصف قرن تقريباً، قام سلفه شرف الدين الطوسي بمجهود كبير لحل معادلات الدرجة الثالثة بواسطة حساب اللوحات الغبارية. لكن نظام اللوحات هذا انتهى إلى الزوال، ولم يبق من هذا النظام سوى العمليات الحسابية التي تُدرَّس في المدارس، التي لم يطوها النسيان بعد، على الرغم من استعمال الحاسبات الإلكترونية. إن أهمية تحرير النظام الحسابي الهندي من اللوحات الغبارية لا تقل عن أهمية تفضيل المسلمين هذا النظام وتبنيهم له على حساب النظام الأصبعي، الذي استمر طويلاً عبر المفهوم العربي للكسور.
ومن التعديلات العظيمة التي أدخلها علماء الرياضيات المسلمون على النظام الهندي التعريفُ والتطبيق الواسعان للصفر؛ إذ أعطوه خاصية رياضية تنص على أنه إذا ضرب بأي عدد آخر كانت النتيجة صفراً. وكان يُحدد له في السابق فراغ أو «لا شيء»، واستخدموه كذلك لتطبيق النظام العشري، ومن ثم أصبح ممكناً معرفة ما إذا كانت كتابة 23 مثلاً تعني 230 أو 23 أو 2300.
لقد حقق علماء الرياضيات المسلمون معظم التقدم الذي حصل في الأساليب العددية بفضل هذا النظام من الحساب بالأعداد العربية؛ فتمكن بعضهم كأبي الوفاء وعمر الخيام من استخراج الجذور. إن اكتشاف الكرجي لنظرية «ذات الحدين للأسس الصحيحة» كان عاملاً كبيراً في تطور التحليل العددي القائم على النظام العشري. ورفد غياث الدين الكاشي في القرن الرابع عشر تطور الكسور العشرية، ليس فقط من أجل تقريب الأعداد الجبرية بل من أجل تقريب الأعداد الحقيقية كالنسبة الثابتة ط ({\displaystyle {\pi }})، وقد جاء رفده للكسور العشرية مهماً جداً وعدّه بعضهم ولسنوات هو مخترعها. ومع أن الكاشي لم يكن أول من فعل ذلك، إلا أنه قدّم نظام عددٍ عشري عربي لحساب الجذور القصوى (بالإنجليزية: nth root) تُعد حالةً خاصةً من الأساليب التي قدمها بعد قرون من الزمن كل من روفيني الإيطالي، وهورنر الإنجليزي، وكلاهما من القرن التاسع عشر.

### تبني أوروبا الأعداد العربية

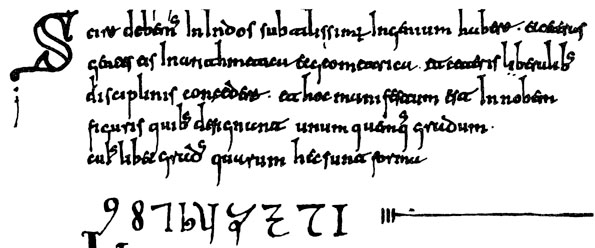
ظهرت الأعداد العربية في أوروبا لأول مرة عام 976م، وذلك في الوثائق التاريخية (Codex Vigilanus).

دخلت الأعداد العربية إلى أوروبا عن طريق ثلاثة أشخاص: الأول جيربرت الذي درس أواخر القرن العاشر في قرطبة، ثم عاد إلى روما. والثاني روبرت أوف تشستر الذي ترجم في القرن الثاني عشر الكتاب الثاني من كتب الخوارزمي (ويشتمل على الأعداد العربية الغبارية الثانية)، وقد ذكر المؤرخ المعاصر كارل مينيجير طريق الأعداد العربية إلى أوروبا في كتابه «كلمات الأعداد ورموز الأعداد». أما الشخص الثالث فهو ليوناردو فيبوناتشي البيزي في القرن الثالث عشر؛ وهو الذي تعلم هذه الأعداد في القرن الثالث عشر وأوصلها إلى جماهير السكان الأوروبيين، إذ اطَّلع فيبوناتشي على هذه الأعداد عندما أرسله والده إلى بجاية بالجزائر ليتعلم الرياضيات على يد مدرس يدعى سيدي عمر، كان يُعلّم الرياضيات التي تعلّمها في مدارس بغداد والموصل (وكانت تشمل معادلات الجبر والمعادلات الآنية). كما زار فيبوناتشي أيضاً مكتبات الإسكندرية والقاهرة ودمشق، وألّف بعد ذلك كتاب الأباشي «Liber Abaci»، الذي عالج في فصله الأول الأعداد العربية، وقد عرَّف هذه الأعداد الجديدة بالكلمات الآتية: «الأعداد الهندية التسعة هي (من اليمين إلى اليسار): 987654321. وبهذه الأعداد مع الإشارة "0"، التي يسميها العرب صفراً وسمّاها الأوروبيون صفروم (Cephirom) وكذلك صايفر (Cipher)، يمكن أن يكتب المرء أي عدد يريده».

## علم الجبر

### بداية الجبر (الخوارزمي)

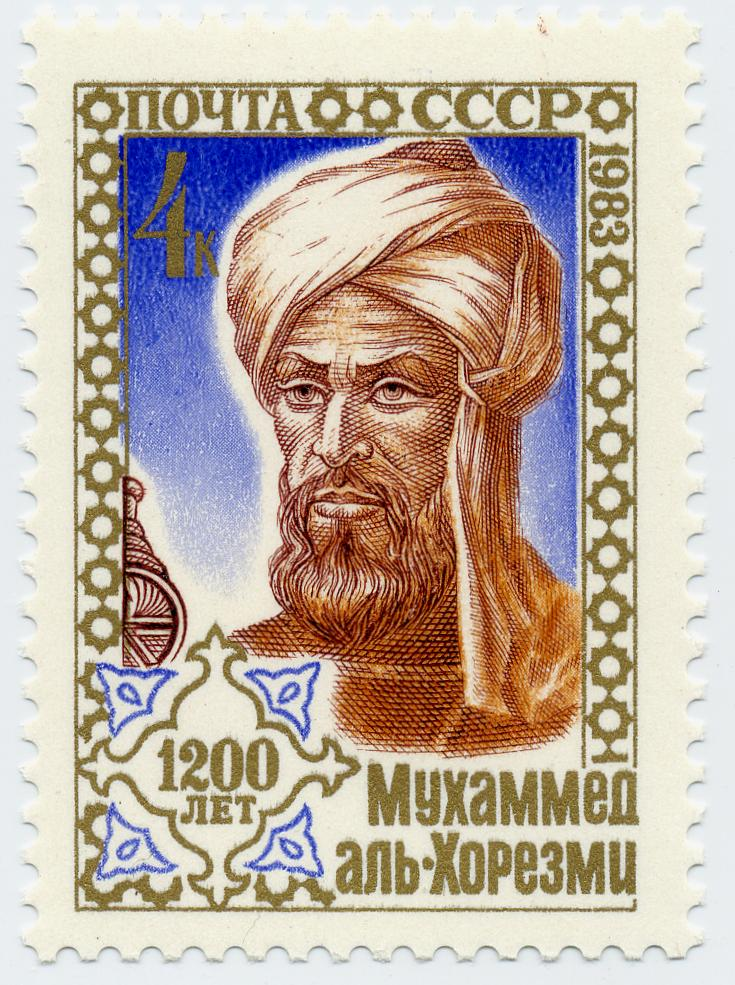
محمد بن موسى الخوارزمي، أبو الجبر، على طابع تذكاري أصدره الاتحاد السوفيتي عام 1983.

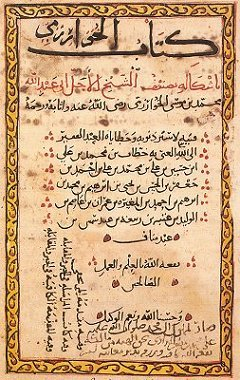
الصفحة الأولى من كتاب المختصر في حساب الجبر والمقابلة، للخوارزمي.

نشأ علم الجبر في الرياضيات مع عمل العالم المسلم محمد بن موسى الخوارزمي الذي اقترن علم الجبر بكتابه «الجبر والمقابلة». كان ظهور هذا العلم تحولاً ثورياً عن المفهوم الإغريقي للرياضيات الذي قام أساساً على علم الهندسة. جاء علم الجبر بوصفه نظرية توحيدية أتاحت لنا أن نعامل الأرقام الطبيعية والأرقام الصماء والأحجام الهندسية كلها على أنها «كميات جبرية»، ووفّر الجبر للرياضيات بعداً جديداً ومسارَ تطورٍ جديداً أوسع مفهوماً بكثير من ذي قبل، كما فتح الباب لتطور مستقبلي. ومن المظاهر المهمة الأخرى لإدخال الوسائل الجبرية أنها أتاحت لعلم الرياضيات أن يُطبَّق بطريقة لم تكن ممكنة سابقاً.
كان ظهور كتاب الخوارزمي في بداية القرن التاسع - ما بين 813 و830م - حدثًا مميزًا في تاريخ الرياضيات. فللمرة الأولى تظهر كلمة «الجبر» في عنوان، وذلك للدلالة على مادة رياضية متميزة تمتلك تعابيرها التقنية الخاصة. عن هذا الكتاب يقول المؤلف نفسه، محمد بن موسى الخوارزمي، الرياضي والفلكي والعضو المرموق من أعضاء بيت الحكمة في بغداد: «ألفت من حساب الجبر والمقابلة كتاباً مختصراً حاصراً لِلَطِيف الحساب وجليله».
إنه لحدث عظيم باعتراف مؤرخي الرياضيات، القدامى منهم والمحدثون، ولم تخفَ أهمية هذا الحدث على رياضيي ذلك القرن أو القرون التي تلته. وما انفك كتاب الخوارزمي هذا يشكل مصدر إلهام، لا للرياضيين بالعربية والفارسية فحسب، إنما أيضاً باللغة اللاتينية وبلغات أوروبا الغربية، حتى القرن الثامن عشر للميلاد.
كان هدف الخوارزمي واضحاً، ويتلخص هذا الهدف بإنشاء نظرية معادلات قابلة للحل بواسطة الجذور، يمكن أن تُرجع إليها مسائلُ علمَي الحساب والهندسة على السواء، وبالتالي يمكن استخدامها في مسائل الاحتسابات والتبادلات التجارية ومسائل الإرث ومسح الأراضي... إلخ. يستهل الخوارزمي القسم الأول من كتابه بتحديد ما نسميه اليوم «التعابير الأولية» لنظريته؛ هذه النظرية اقتصرت على معالجة المعادلات من الدرجة الأولى والثانية وذلك انسجاماً مع متطلبات الحل بواسطة الجذور ومع مستوى معارفه في هذا المجال. وهذه التعابير الأولية كانت: المجهول الذي سماه «الجذر» أو «الشيء» ومربع المجهول والأعداد العقلانية (المنطقية) الموجبة والقوانين الحسابية (جمع وطرح وضرب وقسمة وجذر تربيعي وعلاقة المساواة). ومن ثم أدخل الخوارزمي مفاهيم: معادلة الدرجة الأولى، ومعادلة الدرجة الثانية وثنائيات الحدود وثلاثياتها الملازمة لهذه المعادلات والشكل المنتظم للمعادلة والحلول الطرائقية (الخوارزميات) (التي اشتق اسمها بالإنجليزية «Algorithms» من اسم الخوارزمي) وبرهان صيغة الحل. ويظهر مفهوم المعادلة في كتاب الخوارزمي للدلالة على فئة لا نهائية من المسائل، لا كما يظهر مثلاً عند البابليين في مجرى حل هذه أو تلك من المسائل.

### خلفاء الخوارزمي وتطور الحساب الجبري
خَلَفَ الخوارزمي محمد الكرجي المولود عام 953م، ويرى كثيرون أنه أول من حرر علم الجبر من العمليات الهندسية، واستعاض عنها بالعمليات الحسابية التي هي من صميم علم الجبر الحديث؛ فكان أول من عرّف أحاديات الحدود س، س2، س3... و 1\س، 1\س2، 1\س3... وأول من وضع قوانين وقواعد لضرب أي عددين من هذه الأعداد، كما أنشأ مدرسة لعلم الجبر ازدهرت واستمرت مئات السنين. وبعد مائتي سنة، أي في القرن الثاني عشر، ظهر السموأل بن يحيى المغربي، وهو عالم آخر من هذه المدرسة الرياضية، فكان أول من وصف الجبر وصفاً دقيقاً، وعدّه العلمَ الذي نُجري بوساطته عمليات على المجهول نستخدم فيها أدوات حسابية بالطريقة التي يعمل بها علماء الحساب على المعلوم. بعد ذلك أسهم عمر الخيام، الشاعر الرياضي المعروف المولود عام 1048م، في تاريخ الجبر، فصنف المعادلات التكعيبية تصنيفاً كاملاً بواسطةٍ هندسيةٍ أوجدها بفضل المقاطع المخروطية، وكان لديه أمل بتقديم وصف كامل لحل المعادلات التكعيبية جبرياً، فقال: «إذا ما نجحت فلسوف أقدم هذه الأشكال الأربعة عشر بكل فروعها وحالاتها، وأبيّن كيفية تمييز ما هو ممكن مما هو مستحيل، بحيث أُعدّ ورقة تحوي العناصر المفيدة جداً في هذا الفن». وفي منتصف القرن الثاني عشر، وبينما كان السموأل يدرس كتب مدرسة الكرجي، كان شرف الدين الطوسي يتابع تطبيق عمر الخيام لعلم الجبر على علم الهندسة، وكتب مقالة حول المعادلات التكعيبية قال فيها: إن علم الجبر «... يمثل رفداً جوهرياً لحقل آخر يهدف إلى دراسة المنحنيات بفضل المعادلات»، وبهذا يكون قد افتتح ميدان علم الهندسة الجبرية.
وفي عودةٍ إلى بغداد القرن التاسع في بيت الحكمة نجد أبناء موسى بن شاكر وهم علماء رياضيات موهوبون، وكان من بين مساعديهم ثابت بن قرة المولود عام 836 م، وقد اشتهر بإسهامه في اكتشاف نظرية رائعة تتيح المجال لإيجاد أزواج من الأعداد المتحابة (بالإنجليزية:  Amicable Numbers)‏، ويشير هذا المصطلح إلى عددين يكوّن كل منهما مجموع القواسم الصحيحة للآخر، وقد لعب مصطلح الأعداد المتحابة دوراً كبيراً في علم الرياضيات العربي، فقدّم كمال الدين الفارسي في القرن الثالث عشر برهاناً جديداً لنظرية ثابت بن قرة، مبتكراً آراء مهمة تتعلق بأساليب التحليل إلى عوامل وأساليب التوافق، كما استخرج زوج الأعداد المتحابة 17296 و18416 المنسوبة إلى ليونهارد أويلر عالم الرياضيات السويسري في القرن الثامن عشر. وقبل أويلر، استخرج في القرن السابع عشر عالم رياضيات مسلم آخر يدعى محمد باقر اليزدي زوج الأعداد المتحابة 9363584 و9437056.

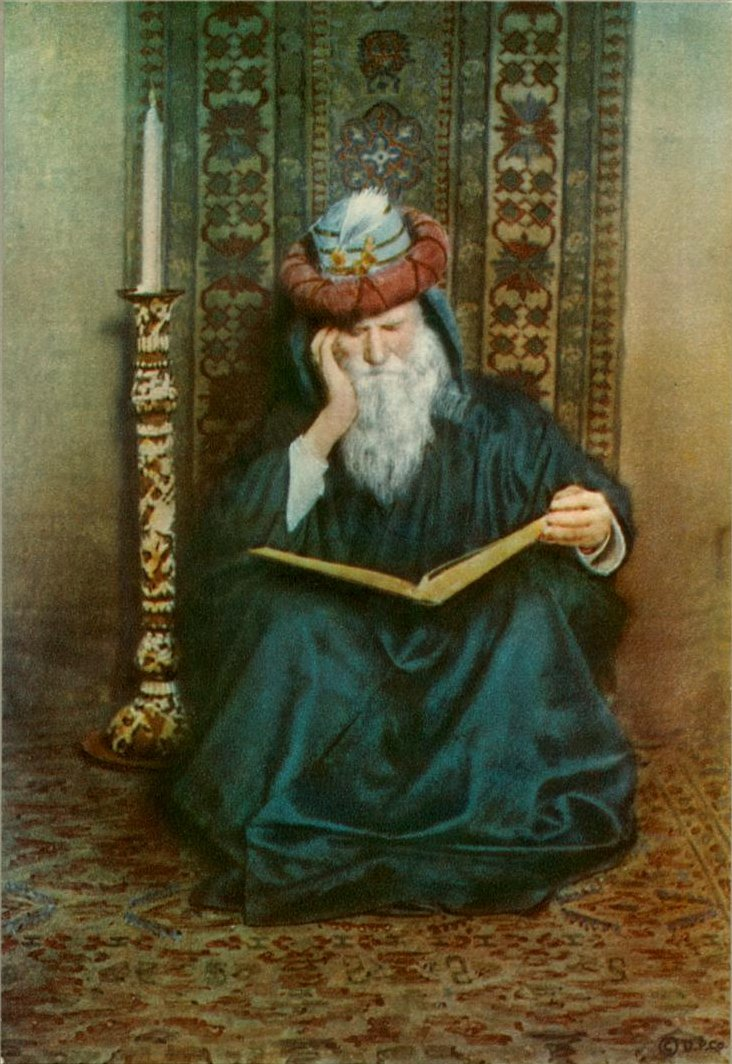
رسم تخيلي لعمر الخيام.

أثار كتاب الخوارزمي «الجبر والمقابلة» تيّاراً من الأبحاث الجبرية، فترك ابن النديم كاتب «الفهرست»، ومنذ القرن العاشر، لائحة طويلة بمعاصري الخوارزمي وخلفائه الذين تابعوا بحثه. تضم هذه اللائحة عبد الحميد بن ترك وسند بن علي وثابت بن قرة وأبا الوفاء البوزجاني وغيرهم. وعلى الرغم من ضياع العديد من مؤلفات هؤلاء إلا أن ما توصل منها إلى يومنا يكفي لإعادة رسم الخطوط الكبرى لهذا التقليد.
لقد شهدت الفترة التي عاش خلالها الخوارزمي والفترة التي تلتها مباشرة، توسعاً في الأبحاث التي بدأها والتي تناولت ميادين: نظرية المعادلات التربيعية، والحسابات الجبرية، والتحليل غير المحدد وتطبيق الجبر على مسائل الإرث والاقتسام... إلخ. ولقد تطورت الأبحاث التي تناولت نظرية المعادلات نفسها في اتجاهات متعددة؛ أول هذه الاتجاهات هو ذلك الذي رسمه الخوارزمي نفسه، لكن مع تحسن في البراهين المعتمدة على نموذج هندسي: وهو الاتجاه الذي اتبعه عبد الحميد بن ترك، الذي لم يُضف جديداً إلى البراهين، إنما استعادها بمزيد من التركيز. أما الاتجاه الذي اتخذته أبحاث ثابت بن قرة بعد ذلك بقليل فأكثر أهمية من التي قام بها سابقه. ذلك أن ابن قرة قد عاد في الواقع إلى أصول إقليدس محققاً هدفين: تحقيق براهين هندسية أشد صلابة، وتقديم ترجمة هندسية لمعادلات الدرجة الثانية. والجدير بالذكر هنا أن ابن قرة هو أول من ميز بوضوح بين الطريقتين الجبرية والهندسية، وأنه سعى ليبرهن أنهما تؤديان إلى النتيجة نفسها، وذلك بتفسيره الهندسي للطرائق الجبرية.
ولم يكتفِ المهاني، وهو معاصر لابن قرة، ببدء ترجمة بعض المسائل التربيعية المضاعفة من الكتاب العاشر لـ«الأصول» إلى معادلات جبرية، لكنه أيضاً ترجم مسألة مجسّمة (صلبة) واردة في كتاب أرخميدس «الكرة والأسطوانة»، إلى معادلة من الدرجة الثالثة. وقد تطورت الحسابات الجبرية وتوسعت من بعد الخوارزمي. وقد يكون هذا الموضوع هو الأهم والأوسع انتشاراً الذي شارك فيه الرياضيون الذين أتوا من بعده. فلقد بدأت قوة المجهول بالتزايد إلى أن بلغت السادسة عند أبي كامل وسنان بن الفتح. وهذا الأخير يحدِّد قوى المجهول ضربياً بينما يحددها أبو كامل جمعياً. لكن العمل الجبري لأبي كامل يشكل علامة بارزة في عصره كما في تاريخ الجبر. فهو يدمج في كتابه، بالإضافة إلى توسيع الحسابات الجبرية فصلاً جديداً في الجبر هو التحليل السيال (غير المحدد) أو التحليل الديوفنطسي المنطقي. ولقد كان لبحث أبي كامل حول التحليل السيال أثراً هائلاً على تطور هذا الميدان الذي اكتسب بفضله معنىً جديداً ووضعاً جديداً؛ فهذا التحليل الذي انطلق من الجبر أضحى يشكل فصلاً من أي عمل يهدف إلى الإحاطة بهذه المادة العلمية.

### هندسة الجبر
تفوّق علماء الرياضيات المسلمون في القرن العاشر بحقل آخر، فكان ابن الهيثم أول من حاول تصنيف الأعداد الزوجية الكاملة (وهي الأعداد المساوية لمجموع قواسمها)، مثل 2ص-1 (2ص-1) حيث إن 2ص-1 هو عدد أولي لا يقبل القسمة من غير باقٍ إلا على نفسه. كما كان ابن الهيثم أول من بسّط وصاغ ما سمي بمبرهنة ويلسون، وهي أنه إذا كان «ق» عدداً أولياً فإن المتعدد الحدود 1+(ق-1)! ينقسم على ق، ولم يُعرف بوضوح فيما إذا كان يَعرف كيف يبرهن على هذه النتيجة. وسميت مبرهنة ويلسون نسبة إلى جون ويلسون، عالم الرياضيات من جامعة كامبريدج الذي وضعها عام 1770م، وهنا أيضاً لا ندري إن كان ويلسون قد استطاع البرهنة عليها، أم كانت لديه مجرد تخمين. وبعد سنة وضع عالم رياضي يدعى جوزيف لوي لاغرانج أول برهان لهذه النظرية، وذلك بعد سبعمائة وخمسين سنة من اكتشافها الأول.
حاول الجبريون «الحسابيون» حل المعادلات بواسطة الجذور وأرادوا تبرير خوارزميات حلولهم، وقد نجد أحياناً عند بعضهم (مثل أبي كامل) تبريرين، أحدهما هندسي والآخر جبري. وفيما يتعلق بالمعادلة التكعيبية، لم يكن ينقصهم الحل بواسطة الجذور فحسب، إنما أيضاً تبرير الخوارزمية المتبعة، وذلك لتعذر بناء الحل بواسطة المسطرة والفرجار. ولقد وعى رياضيو ذلك التقليد تماماً هذا الواقع، فكتب أحدهم في العام 1185م: «وذلك لأن المجهول الذي يُحتاج إلى استخراجه ومعرفته في كل واحد من هذه المقترنات هو ضلع المكعب المذكور فيها ويؤدي تحليله إلى إضافة مجسم متوازي السطوح معلوم إلى خط معلوم يزيد على تمامه أو ينقص مكعباً ولا يتركب ذلك إلا باستعمال القطوع المخروطية».
واللجوء الصريح إلى القطوع المخروطية، بهدف حل المعادلات التكعيبية، قد تبع، من دون إبطاء، الترجمات الجبرية الأولى للمسائل المجسمة. ولم تتأخر بعد ذلك كتابة المسائل المجسمة الأخرى، مثل تثليث الزاوية ومسألة المتوسطين، وخاصة مسألة المسبع المنتظم، بواسطة تعابير جبرية. لكن الصعوبات التي تقدم ذكرُها بما فيها حل معادلة الدرجة الثالثة بواسطة الجذور، حَدَت بالرياضيين من أمثال أبي جعفر الخازن ومنصور بن عراق وغيرهما إلى ترجمة هذه المسألة إلى لغة الهندسة، فإذا بها تتحول إلى مسألة يستطيعون أن يطبقوا في دراستها تقنية درج استخدامها في عصرهم في معالجة المسائل المجسمة وهي تقنية القطوع المخروطية. وهنا بالتحديد يكمن السبب الأساسي في ما نسميه «هندسة» نظرية المعادلات الجبرية (أي تحويلها إلى مسائل هندسية).

## علم المثلثات

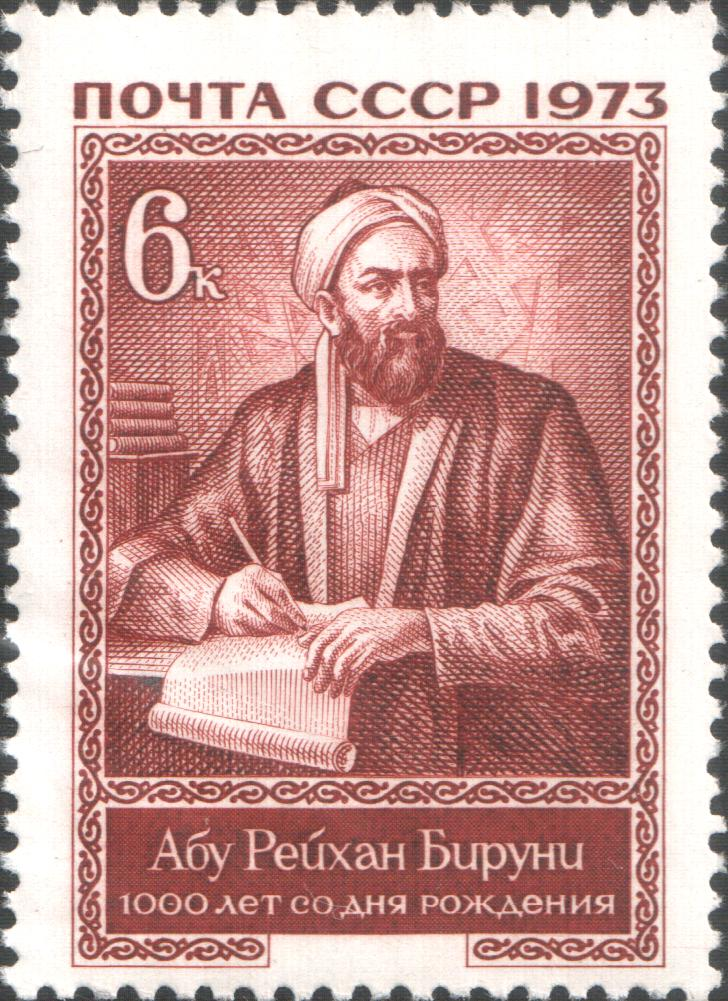
رسم تخيلي للبيروني على طابع للاتحاد السوفيتي من عام 1973م.

تكمن ولادة علم المثلثات ضمن علم الفلك، الذي يعد واحداً من العلوم التي درسها المسلمون باهتمام بالغ لصلته بتحديد أوقات الصلاة والشعائر الدينية. ولكن علماء الفلك الإغريق كانوا قبل المسلمين يحسبون أضلاع مثلث ما وزواياه المجهولة بافتراض معرفة قيمة الأضلاع والزوايا الأخرى، وذلك من أجل معرفة حركة الشمس والقمر والكواكب الخمسة المعروفة حينذاك. اهتم الإغريق بالمسائل التي تدل على مواقع الشمس والقمر والكواكب، فألّفوا جداول ووضعوا قوانين مكنتهم من التعامل مع المسائل الهندسية، وكان أدق من عالج هذا الموضوع بطليموس في كتابه «المجسطي» (Almagest)؛ فقد كان فلكياً عمل في الإسكندرية مطلع القرن الثاني للميلاد، وقد ضاع الكتاب الأصل، وبقيت النسخة التي ترجمها المسلمون إلى العربية مستعملين لها مصطلحات أكثر إحكاماً ودقة مما عليها كتاب «المجسطي» الذي يعني «الأعظم»، وهذا العنوان يعكس موقعه العالي لديهم. اعتمد الفلكيون الأقدمون لحل مسائل علم المثلثات المستوية كلها على جدول موحد في المجسطي اسمه «جدول الأوتار في الدائرة»، أما الأقواس التي تحصر الزوايا بزيادات من نصف درجة حتى 180 درجة، فإن الجدول يفيد في إعطائها أطوال الأوتار المقابلة لها في دائرة نصف قطرها ستون وحدة.

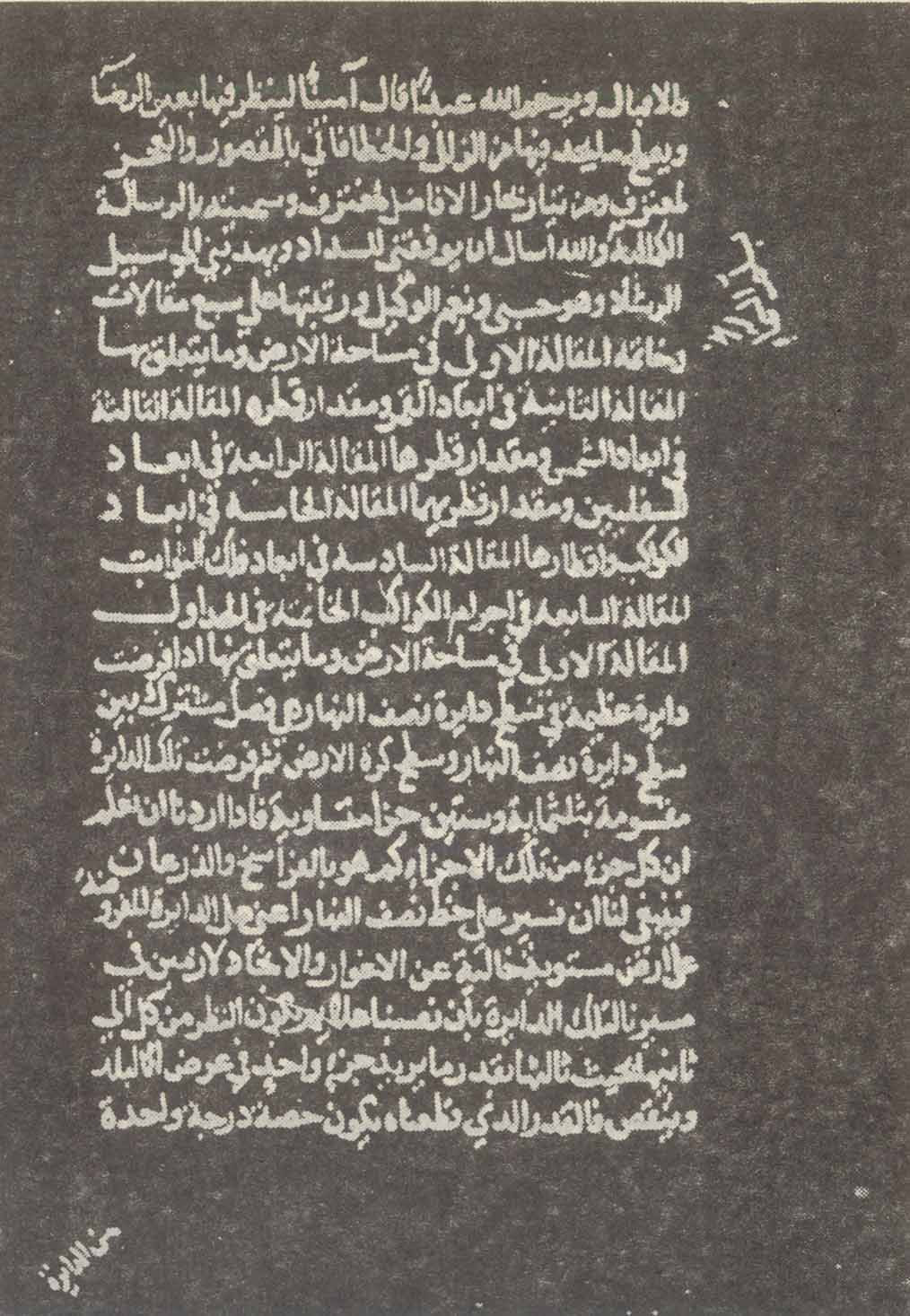
مخطوطة "سلم السماء" لغياث الدين الكاشي باللغة العربية، وهي تبحث فيما يتعلق بأبعاد الأجرام اعتماداً على علم المثلثات.

يشرح الطوسي، من علماء القرن الثالث عشر، في كتابه «شكل القطاع»، كيف استُخدمت قائمة أطوال الأوتار هذه لحل المسائل المتعلقة بالمثلثات قائمة الزاوية، وقد أبدى الطوسي ملاحظة حاسمة، وطدت الرابطة بين المثلثات وأقواس الدوائر، وهي: كل مثلث يمكن أن يحصر بدائرة؛ ولذلك فإنه ينظر إلى أضلاعه بوصفها أوتاراً تقابل أقواساً مقابلة لزوايا المثلث. لكنّ عيبين ظهرا في الاعتماد على هذه الجداول: العيب الأول أن جل التحولات التي يمكن أن تنشأ عند حل أطوال مجهولة أو زوايا مثلث قائم الزاوية، تتطلب معالجات كثيرة للجدول وخطوات وسيطة متعددة؛ وهذا مناقض لاستخدام الدلالات المثلثاتية المألوفة الست، وهي: الجيب، والتجيب (جيب التمام)، والزوايا المتبادلة، وقاطع الزاوية وقاطع تمام الزاوية - والظل وظل التمام - المميزة للتقنيات الحديثة التي ابتكرها ورتبها بطريقة منتظمة أول مرة علماء الرياضيات المسلمون. وأما العيب الثاني لجداول أطوال أوتار الدائرة فهو أنه لا بدّ من مضاعفة الزوايا في غالب الأحيان لحساب طول قوس ما.

حساب أبي الريحان البيروني لمحيط الأرض.

والواقع أن سلسلة من العلماء المسلمين كانوا قد أرسوا قواعد علم المثلثات قبل القرن العاشر، ممهدين بذلك الطريق للطوسي كي يجمع إسهاماتهم وينظمها ويفصل فيها. ومن أبرز هؤلاء الأعلام وأكثرهم تأثيراً محمد بن جابر بن سنان البتاني المولود في حرّان شمال شرق سورية اليوم، والمتوفى في سامراء بالعراق عام 929م، ويعد واحداً من أعظم علماء الفلك والرياضيات المسلمين، ومما حفزه على ريادة دراسة علم المثلثات مراقبته حركات الكواكب. والمسألة الأهم هي أن البتاني شرح عملياته الرياضية، وحث الآخرين على متابعة المراقبة والبحث من أجل إتمام عمله وتوسيعه، كما طور هو وأبو الوفاء البوزجاني، وابن يونس المصري، وابن الهيثم، علم المثلثات الكروي وطبقوه على حل المسائل الفلكية. وكان البتاني أول من استخدم مصطلحي «جيب» و«جيب التمام» معرفاً إياهما بوصفهما أطوالاً بدلاً من نسب كما نعرفهما اليوم، أما الظل فقد أشار إليه البتاني بعبارة «الظل الممدود»، أي ظل قضيب أفقي وهمي مركب على جدار. وفي القرن الحادي عشر عرّف البيروني الدالّات المثلثاتية للظل وظل التمام التي ورثها عن الهنود بصورة تجريبية. ومن الجدير بالذكر أن كلمة «جيب الزاوية» العربية (وهي نسبة الضلع المقابل للزاوية القائمة مقسوماً على وتر المثلث قائم الزاوية) تعني بالعربية أيضاً «فجوة» أو «تجويف» أو «جيب» (بالمعنى التشريحي) ووجد هذا المصطلح طريقه إلى اللاتينية (Sinus) وإلى الإنجليزية (Sine). كان الخوارزمي المولود عام 780م قد طور الجيب وجيب التمام والجداول المثلثاتية، والتي ترجمت فيما بعد إلى اللغات الأوروبية. أما العالم الفذّ البيروني المولود عام 973م، فكان من بين أولئك الذين أرسوا أسس علم المثلثات الحديث.
وينبغي ذكر بعض الإنجازات المميزة الأخرى التي حققها العلماء المسلمون في حقل علم المثلثات وكذلك تطبيقات البيروني في قياس محيط الأرض، ومما يُذكر أن الطوسي وضع قانون الجيب معتمداً على أفكار هندسية بدائية واستخدمها بذكاء، ثم تابع ليطبق القانون في حل أنواع المسائل كلها بطريقة منتظمة. أما أبو الوفاء البوزجاني فقد برهن على نظرية الإضافة المألوفة للجيوب التي تعد أكثر كفاءة ودقة إذا ما قورنت بنظرية أطوال الأوتار في كتاب «المجسطي». كان من المهم قبل ظهور الحواسيب وضع جداول دقيقة للدلالات الأساسية للقيم المتباعدة بانتظام لإزاحة الزاوية للدالات؛ فقد كان مطلوباً: أولاً، أن تتوافر طريقة موجزة جداً لحساب جيب درجة واحدة، وأن تتوافر ثانياً قوانين استكمال مبنية على الجداول. كانت هاتان القضيتان موضع تدقيق نقدي عند عدد من العلماء المسلمين أمثال البيروني وابن يونس والكاشي، وهذا الأخير استخدم لكي يحصل على تقريب جيب الدرجة الواحدة إجراءً يُعرف باللغة الحديثة بالأسلوب التكراري. إن ظهور الدالات المثلثاتية واستخدامها في الرياضيات أدى إلى تنوير العلوم الرياضية، وأصبح بالإمكان الآن إضافة علم المثلثات إلى قائمة حقول المعرفة الأساسية التي أتقنها المسلمون ومن ثم أوصلوها إلى أوروبا بطرق شتى.

## الهندسة الرياضية

### مقدمة
تعود الآثار الهندسية الأولى المكتوبة بالعربية إلى أواخر القرن الثامن وأوائل القرن التاسع للميلاد؛ واللغة العربية التي اعتمدها، بشكل عام، علماء البلاد الإسلامية منذ انطلاق نشاطاتهم، كانت أداة التعبير في علم الهندسة. وهذه الكتابات تؤكد بشكل مقنِع أن التقاليد القديمة: التقليد الإغريقي والهلينستي والتقليد الهندي - الذي اتَّبع أيضاً وجزئياً التقليدَ الإغريقي - أثرت بشكل هام في الهندسة وفي فروع رياضية أخرى كما في العلوم الدقيقة بشكل عام.
وعلى الرغم من أهمية هذا التأثير فإن الهندسة الإسلامية اكتسبت، ومنذ المراحل الأولى لنموها، خصائصها المميزة التي تتعلق بموقعها في نظام العلوم الرياضية، وبترابطها مع سائر فروع الرياضيات - على الأخص مع الجبر - وبتفسيرها للمسائل المعروفة وبطرحها للمسائل الجديدة كلياً. فبدمجهم لعناصر الإرث الإغريقي وباستيعابهم لمعارف أمم أخرى أرسى العلماء المسلمون أسس توجهات جديدة للأفكار الهندسية وأغنوا بفكرهم الخاص المفاهيمَ التي اعتمدوا، فإذا بهم يخلقون نوعاً جديداً من الهندسة ومن الرياضيات عامة.
اشتهر المسلمون بالتصاميم الهندسية المعقدة والأنيقة، كانوا يزينون بها مبانيهم التاريخية، وما كان لهذه التصاميم العجيبة أن تظهر لولا القفزات التي حققوها في علم الهندسة وفي قياس النقاط والخطوط والزوايا والأشكال ذات البعدين وذات الأبعاد الثلاثة بخصائصها وعلاقاتها. ورث العلماء المسلمون الهندسة عن الإغريق الذين أولوها اهتماماً كبيراً فطوروها ووسعوها، ولقد عرض إقليدس علم الهندسة على نحو موسع جداً في كتابه «الأصول»، وعلماء الرياضيات يَعدون هذا العلم قد نشأ من كتاب إقليدس. وقد اعتمدت أبحاث المسلمين الهندسية، في ما اعتمدت، على ثلاثة مصادر إغريقية مهمة: الأول كتاب «الأصول» لإقليدس الذي ترجم في بيت الحكمة ببغداد، والثاني «الكرة والأسطوانة» و«المسبّع في الدائرة»، وهما لأرخميدس، وقد وصلا إلينا عن العربية بترجمة ثابت بن قرة، إذ ضاعت النسخة الإغريقية. أما المصدر الثالث فكتاب أبلونيوس البرغاوي «المخروطات» الذي ظهر في ثمانية كتب عام 200 ق.م تقريباً، بقي منها باللغة الإغريقية أربعة، في حين وصلنا منها سبعة بالعربية.

### نظرية القطوع المخروطية

أنواع القطوع المخروطية (بالترتيب): القطع المكافئ، والقطع الناقص، والقطع الزائد.

لقد اندمجت أغلب الهندسات الإغريقية والإسلامية فكونت نظرية القطوع المخروطية التي استُخدمت في المنشآت الهندسية وتصاميم المرايا لتركيز الضوء وفق نظرية الساعات الشمسية. يتشكل سطح المخروط الصلب المزدوج بسبب خطوط مستقيمة (مولدات) تتشعب من محيط الدائرة التي تسمى القاعدة وتمر في نقطة ثابتة تدل على الذروة (رأس المخروط) التي لا تقع في مستوى القاعدة، وتتولد القطوع المخروطية من قطع المخروط المزدوج بمستويات تقطع المولدات، أما شكل القطع المستوي الذي يبقى فيتحدد بالزاوية التي تتشكل بين المستوي والمولدات. قال أبلونيوس: «يمكن توليد ثلاثة قطوع مخروطية، ما خلا الدائرة، وهي: القطع الناقص والقطع المكافئ والقطع الزائد».

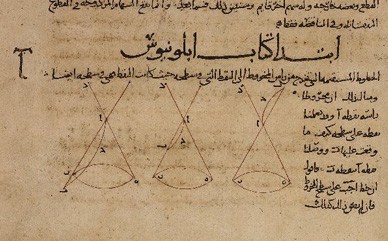
مخطوطة عربية تعود إلى القرن التاسع الميلادي، وهي ترجمة لكتاب أبلونيوس «المخروطات».

استخدم أبو سهل القوهي (نسبة إلى قوه في جبال طبرستان، توفي عام 1014م) نظرية القطوع المخروطية لتطوير إجراء مشهور لإنشاء مضلع منتظم ذي سبعة أضلاع هو المُسبّع (الشكل السباعي). كان أبو سهل القوهي واحداً من مجموعة علماء موهوبين اجتمعوا من مختلف أنحاء القطاع الشرقي للعالم الإسلامي برعاية أعيان الأسرة البويهية صاحبة النفوذ في بغداد. جاء أبو سهل من المنطقة الجبلية جنوب بحر قزوين لتسلية الناس في سوق بغداد بلعبة القوارير الزجاجية، ثم تحول إلى دراسة العلوم، فاهتم بأعمال أرخميدس، وكتب تعليقاً على الكتاب الثاني لـ«الكرة والأسطوانة»، وتركز اهتمامه الأساسي على القطوع المخروطية واستخداماتها في حل المسائل المتعلقة بإنشاء موضوعات هندسية معقدة، فبيّن، على سبيل المثال، كيف يمكن بوساطة القطوع المخروطية، إنشاء كرة ذات قطاع مماثل لقطاع دائرة معينة له مساحة سطح تساوي قطاع دائرة أخرى، كما شرح بالتفصيل كيف يمكن استخدام أداة لرسم قطوع مخروطية تُعرف باسم «الفرجار الكامل».

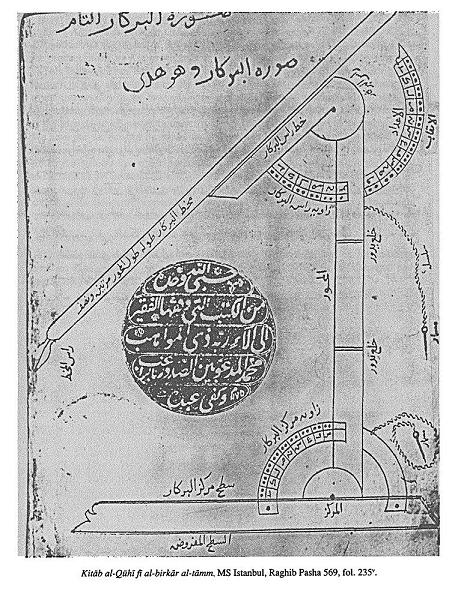
نقش لبوصلة أبي سهل القوهي المثالية لرسم القطوع المخروطية.

بيد أن أبا سهل القوهي وضع نصب عينيه طموحات أعظم؛ فقدم تعليمات مفصلة لإنشاء الشكل السباعي المنتظم. كان أرخميدس قد قدّم برهاناً يتعلق بالمسبّع المنتظم الموضوع داخل دائرة ويوحي برهانه بإمكان إنشاء الشكل السباعي، إلا أنه لم يُقدّم الإجراء الفعلي. كان ذلك شائعاً في عالم الرياضيات المجردة، ومن الصعب اشتقاق إجراء تدريجي بين الفينة والأخرى لإنشاء موضوعات رياضية معينة. وفي مثل تلك الحالات، كان العلماء يشغلون أنفسهم بالتأكيد - ولو قليلاً - على وجود إجراء كهذا، تاركين اكتشاف الإجراء التفصيلي للآخرين. وعلى الرغم من أن أرخميدس برهن على وجود المسبع، فإن كبار علماء الرياضيات الإغريق والمسلمين لم يستطيعوا إنشاءه فعلياً حتى قال أبو الجود، أحد علماء المسلمين في القرن العاشر: «ربما كان تنفيذ إنشائه أكثر صعوبة، وبرهانه أبعد من أن يكون مقدمة لذلك»، فكانت تلك الملاحظة تحدّياً لأبي سهل القوهي الذي استطاع بفضل معالجة رشيقة أن يقلّص المسألة إلى ثلاث خطوات، وبيّن أنها إذا عُكست أدت إلى إنشاء الشكل السباعي. بدأ أولاً بإنشاء قطع مخروطي على طول ضلع المسبّع، ثم ولّد قطاعاً خطياً مقطعاً وفق نسب معينة، ومن هذا القطاع، أنشأ مثلثاً ذا خصائص معينة، وأخيراً أنتج المسبع من المثلث المنشأ. واشتهر أبو سهل القوهي أيضاً باكتشافه لأسلوب تقسيم زاوية معينة إلى ثلاثة أقسام متساوية. عالم معاصر له هو عبد الجليل السجزي أشار إلى هذا الاكتشاف، ووصفه بقوله: «قضية أبي سهل القوهي المساعدة» واستخدمها في إنشاء مضلع ذي تسعة أضلاع، أي «التساعي».
كان صانعو الأدوات بحاجة إلى القطوع المخروطية لحفرها على سطوح الساعات الشمسية، وكان الإغريق يعلمون «أن الشمس تسير في مسارها الدائري عبر السماء في أثناء النهار، فتمر إشعاعاتها فوق رأس قضيب شاقولي مغروز في الأرض، فتشكل مخروطاً مزدوجاً، وبما أن مستوى الأفق يقطع جزئي المخروط فإن مقطع المخروط مع مستوى الأفق لا بد أن يكون قطعاً زائداً»، فحفز ذلك ميول إبراهيم بن سنان، حفيد ثابت بن قرة، فأجرى دراسة للموضوع، لكن حياته انتهت مبكراً بسبب ورم في كبده أدى إلى وفاته عام 946م وهو في السابعة والثلاثين من عمره، ومع ذلك فقد «أكدت أعماله الباقية شهرته ليكون شخصية مهمة في تاريخ الرياضيات» كما يقول مؤرخ العلوم المعاصر ج. ل. بيرغرين الذي لخص إنجازات إبراهيم بن سنان على النحو الآتي:
كان المهندسون المسلمون مهتمين بإبراز الأهليّة في مهنة الفنانين واستكشاف فنهم بما يقومون به من تصاميم هندسية قد تزين المرافق العامة كالمساجد والقصور ودور الكتب؛ فأبو نصر الفارابي (المتوفى عام 950م) المشهور بالفلسفة والموسيقى وتعليقاته على أرسطو، كتب مقالة في الإنشاءات الهندسية من وسائل ذات قيود متنوعة ووضع له عنواناً غريباً نوعاً ما هو «الأسرار الطبيعية في دقائق الأشكال الهندسية»، وعندما توفي أدخل أبو الوفاء البوزجاني مقالة الفارابي في كتابه «كتاب فيما يحتاج إليه الصناع في أعمال الهندسة» وقدم تفاصيل إنشائية وتعليلات كاملة. إن المسائل التي ركز أبو الوفاء اهتمامه بها شملت مسألة إنشاء عمود على قطاع مفترض وعلى طرفيه؛ مُقسّماً القطاع الخطي إلى أي عدد من الأقسام المتساوية، وإنشاء مربع ضمن دائرة معينة ومضلعات منتظمة متنوعة (ذات 3، 4، 5، 6، 8، 10 أضلاع)، وكانت هذه الإنشاءات كلها تتم فقط بحافة مستقيمة وفرجار ذي فتحة مثبتة واحدة.

### قياس نِسَب جسم الإنسان

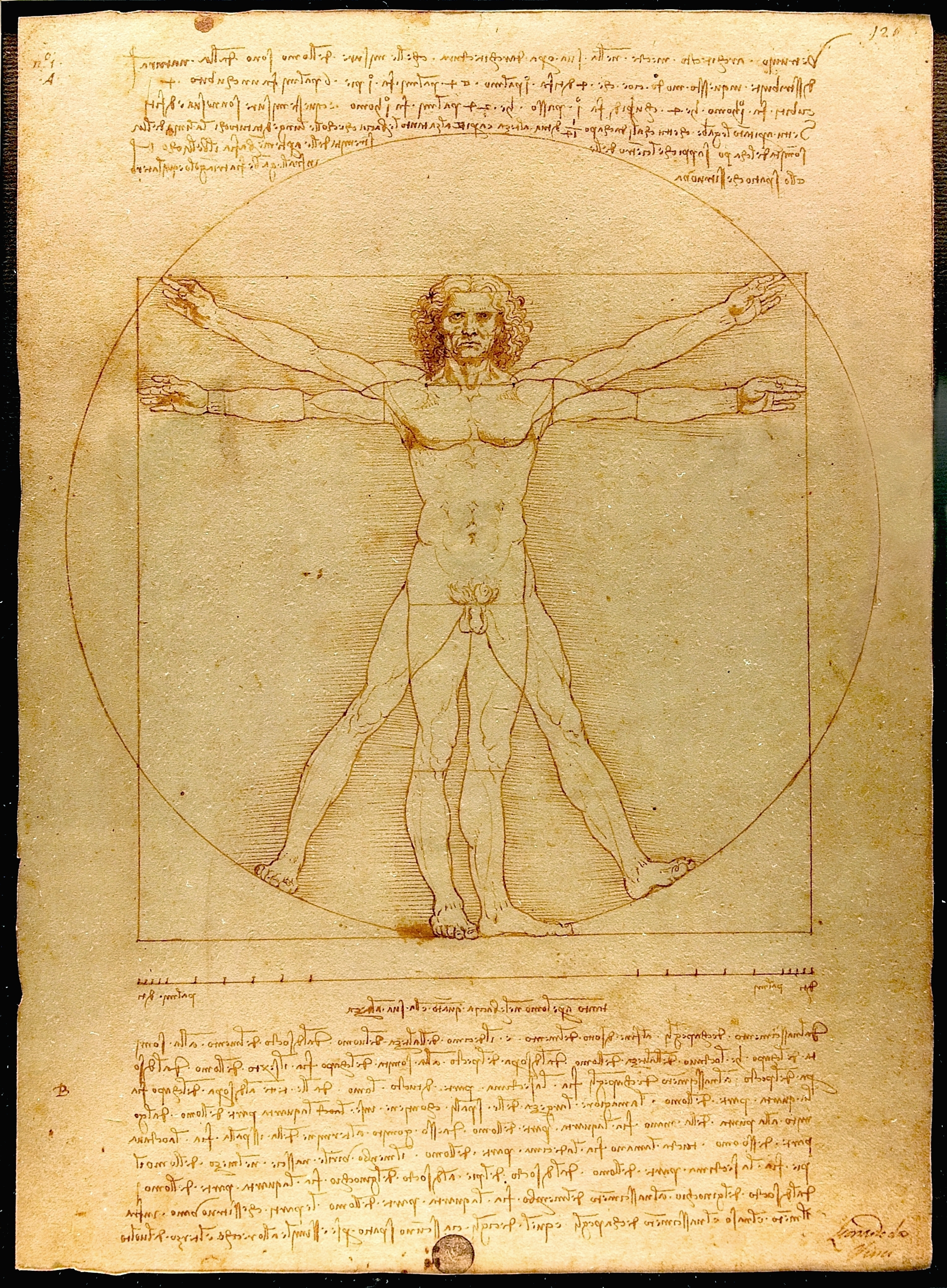
لوحة الرجل الفيتروفي لليوناردو دا فينشي، تبين أجزاءَ جسم الإنسان ونِسَبَها التي سبق وبحثها إخوان الصفا في رسائلهم في القرن العاشر.

في القرن العاشر الميلادي ظهر إخوان الصفا، وهم مجموعة علماء كانوا يسجلون أفكارهم عن النسبة والتناسب في رسائل، وعرفوا قانون فيتروفيو الروماني الذي كان مهندساً وكاتباً من القرن الأول قبل الميلاد، إذ قاس جسم الإنسان بوصفه نظاماً نسبياً. عاب إخوان الصفا هذه الفكرة لأنها تمركزت على العَجُز (نهاية العمود الفقري) والأربيّة (أصل الفخذ)، بدلاً من التمركز في السُرّة، أما اكتشافات فيتروفيو فقد بُنيت على القانون الإغريقي الذي كان مبنياً بدوره على قانون النسبة والتناسب المصري القديم الذي يُنسب إلى العمود الفقري لأوزيريس (إله عند قدماء المصريين)، ويسمى «العمود الفقري المقدس» أو «عمود جيت»، وهو يرجع إلى الألف الرابع قبل الميلاد، ويمثل الاستقرار والصبر والطيبة. توصلت رسائل إخوان الصفا، بعد بحث مُضنٍ، إلى نتيجة مختلفة، فقالوا: «عندما امتد جسم الإنسان لامست رؤوس الأصابع وأصابع القدمين محيط دائرة متخيَّلة مركزها السُّرَّة وليس الأربيّة، إذا كان الجسم جسم طفل دون السابعة. إن هذه النسبة التامة التي تكون السُّرة مركزها تبدأ بفقدان هذا التناسب بعد سن السابعة، وهو عمر البراءة، فعند الولادة تكون نقطة منتصف الجسم هي السرة، وكلما كبر الجسم نزلت هذه النقطة حتى تصل إلى الأربية أو العَجُز. تنتج النسبة التناسبية هذه شكلاً مثالياً للرسم الديني: العرض ثمانية أشبار، والارتفاع عشرة، ونقطة المنتصف هي السرة. تقسيم الشكل على النحو الآتي: الجسم طوله ثمانية رؤوس، القدم يساوي ثمن الجسم، والوجه ثمناً كذلك، والجبهة ثلث الوجه، والوجه أربعة أنوف، أو أربع آذان. والتجلي الإلهي يظهر بالسُرّة التي هي مركز الدائرة، وتمثل الأرضَ وموضعَ الإمداد بالحياة». ولقد انعكست هذه «النسب الإلهية» في علم الكون وعلم الموسيقى وعلم الخط وفي الفنون كلها بدءاً بالقرن العاشر؛ فكانت مفتاحاً لاكتشاف التناغم، وبالمفهوم الباطني: «مفتاحاً للقرب من الله». إن التناغم الطبيعي لشكل رقم ثمانية مثلاً هو الذي حفز العلماء المسلمين لإجراء قياسات في السلم الموسيقي والشعر والخط والموضوعات الفنية.

### النسبة الذهبية
كانت لعلم الهندسة أهمية خاصة عند الفنانين والمهندسين المعماريين والخطاطين المسلمين، وكانوا يدركون تمام الإدراك العلاقة الوثيقة بين القياسات في الطبيعة والعبارات الرياضية (المعادلات والعلاقات) ويستوحون هذه الروابط العميقة باستمرار. اشتملت مثل هذه القياسات على النسبة الذهبية "1,618"، وهي نسبة قياسات تُريح العين، وتظهر كثيراً في الطبيعة كالمحارات الرخوية وأوراق الأشجار. وبالمصطلحات العامية تعني: أن عرض أي شيء يساوي تقريباً ثلثي ارتفاعه، وتسمى أيضاً المقطع أو الخط الذهبي؛ بحيث إذا قسم خط ما يكون نسبة الجزء الأصغر منه إلى الجزء الأكبر كنسبة الجزء الأكبر إلى الخط كله. ويتبين أن هذه النسبة هي 8:13 تقريباً، وتشاهد في كثير من أعمال الفن والهندسة المعمارية الإسلامية.

## مواقع خارجية
- تاريخ الرياضيات - جامعة أم القرى.
- علماء الرياضيات العرب والمسلمون - جامعة أم القرى.